# Рейес, София
У́рсула Софи́я Ре́йес Пинье́йро (исп. Úrsula Sofía Reyes Piñeyro, род. 25 сентября 1995, Монтеррей, Нуэво-Леон, Мексика) — мексиканская певица и автор песен.
Рейес начала петь и играть на фортепиано, когда ей было 5 лет. В 2013 году она начала выкладывать каверы на известных исполнителей на свой канал в YouTube, где её заметил американский певец и продюсер Принс Ройс, который и предложил Софии подписать контракт с его музыкальным лейблом D’León Records, а также лейблом Warner Music Latina, созданным в партнёрстве. Сотрудничество Рейес с ними продолжается до сих пор.

## Детство и юность
София Рейес родилась в Монтеррее, штат Нуэво-Леон, Мексика, в семье пластического хирурга Эрнана Габриэля Рейес Канту и дерматолога Марии Урсулы Пиньейро Гарса. У неё есть младшие братья Диего Рейес Пиньейро и Марсело Рейес Пиньейро.
В возрасте пяти лет София просит бабушку научить играть её на фортепиано. Она научила её нескольким композициям, таким, как «К Элизе» Бетховена и «Рондо в турецком стиле» Моцарта (эта композиция одна из любимых Софии).
В 2007 году, когда Софии исполнилось 12, она начала писать песни со своим отцом. София очень любила петь в караоке со своей подругой, поэтому они решили создать группу.

## Карьера

### 2009—2012: первая роль и музыкальные начинания
В 2009 году София получила свою первую роль девочки по имени Камила в мексиканском подростковом сериале Mi Linda Anabella.
В 2010 году девушка проходит кастинг в мексиканский гёрл-бенд TAO, в котором она пела до 2012 года. В 2011 году группа выпустила дебютный сингл Dile Luna и альбом под названием Toxico. Вторым синглом с альбома становится Toxico Amor, видеоклип на который вышел в 2012 году.

### 2012—2013: начало сольной карьеры
В 2012 году певица переехала в Лос-Анджелес, где начала свою сольную карьеру. Первую музыкальную сессию певица проходила совместно с американскими сонграйтерами The Monsters and The Strangerz.
В 2013 году Рейес начала записывать каверы и выкладывать их на свой канал в YouTube. Первым кавером певицы стала песня One Direction — What Makes You Beautiful. 3 апреля вышел первый промосингл и видеоклип Софии Рейес — Now Forever, записанный совместно с американским репером Клео Томасом. 10 декабря вышел второй промосингл и видеоклип — So Beautiful (A Place Called Home).

### 2014—2017: Louder!
В 2014 году, наткнувшись на один из каверов Софии, о ней узнал американский певец и продюсер Принс Ройс. Познакомившись с Рейес на премии MTV Mexico Awards, Ройс предложил ей подписать контракт со своим лейблом D’Leon Records, созданным при поддержке Warner Music Latina. 20 августа на YouTube-канале Софии Рейес появилось лирик-видео на дебютный спанглиш сингл Muévelo, записанный при участии пуэрто-риканского репера Wisin. 22 августа сингл появился на iTunes и других цифровых платформах. Этот сингл получил платиновые статусы в Испании и Аргентине.
«Это мечта, ставшая реальностью. Я не могу дождаться выступления на одной сцене с Принсом Ройсом, а также выпуска своего дебютного альбома. Я благодарна «D'León Records» за веру в меня и возможность делать то, что я делаю лучше всего!»
14 апреля 2015 года Рейес презентовала второй спанглиш сингл, который получил название Conmigo (Rest Of Your Life). 15 мая вышло музыкальное видео на эту песню, в котором принял участие американский певец Кендалл Шмидт. В августе стало известно, что певица стала новым лицом аргентинского бренда одежды — 47 Street. В сентябре вышла 120 серия аргентинского сериала «Надежда моя», в которой приняла участие София Рейес, исполнив Conmigo (Rest Of Your Life). 22 ноября вышла новая версия сингла Чарли Пута — One Call Away, в исполнении которой приняли участие София Рейес, Бретт Элдридж и Ty Dolla $ign.
28 января 2016 года вышел третий сингл — Sólo Yo на испанском языке, записанный совместно с Принсем Ройсом. 11 марта вышла англоязычная версия трека — Nobody But Me. 29 апреля вышел четвёртый сингл — How To Love, записанный совместно с американской электронной группой Cash Cash. В июле стало известно, что Рейес стала лицом Fructis — косметических средств для волос от «Garnier». Главной музыкальной темой для рекламного ролика, стал Louder! (Love is Loud) — промосингл певицы и третий спанглиш сингл, записанный при участии Франческо Ейтса и Спенсера Людвига, релиз которого состоялся 2 сентября. 21 октября певица выпустила последний сингл для альбома — Llegaste Tú на испанском, записанный с колумбийским певцом Reykon. 11 ноября Спенсер Людвиг презентовал новую версию сингла Diggy, записанную при участии Софии.
3 февраля 2017 года София Рейес объявила о релизе своего дебютного альбома — Louder!. Весной певица сообщила о начале своего одноимённого турне. 9 июня вышел совместный кавер AXSHN и Софии на песню американского дуэта Groove Theory — Tell Me. В ноябре выходит испаноязычная песня No Te Separes De Mi, которая является саундтреком к мексиканскому сериалу Sin Tu Mirada.

### 2018—2019: Новая эра
В феврале 2018 года София Рейес представляет новый спанглиш сингл — 1, 2, 3, записанный при участии Джейсона Деруло и De La Ghetto. В июле 2022 года песня 1, 2, 3 стала вирусной в ТикТоке, спустя 4 года после её релиза.
В мае вышел новый сингл нидерландского электронного дуэта Yellow Claw — Bittersweet, записанный при участии Софии. Трек вошёл в третий студийный альбом группы New Blood. В мае Пати Канту, Kap G и София Рейес выпустили Vamos Por La Estrella — сингл, созданный в поддержку сборной Мексики на Чемпионате Мира по футболу 2018, который прошёл в России.
18 января 2019 года вышел новый сингл американского диджея Slushii — Never Let You Go, записанный при участии Софии.

## Личная жизнь
С 2015 года София в отношениях с латиноамериканским певцом, гитаристом и основателем дуэта Mau y Ricky — Рики Монтанером, сыном венесуэльского автора и исполнителя — Рикардо Монтанера.

## Благотворительность
В июне 2015 года стало известно, что София Рейес стала послом доброй воли Всемирных Специальных Олимпийских игр 2015.
«Я не могу дождаться, чтобы встретить спортсменов Специальной Олимпиады с ограниченными интеллектуальными возможностями со всего мира, конкурирующих на Всемирных играх. Благодаря Специальной Олимпиаде, эти люди будут демонстрировать свое мужество, решимость и радость, конкурируя на мировой арене. Независимо от того, какое они займут место первое или последнее, для меня они уже чемпионы, потому что они здесь и следуют за своими мечтами.»
В 2016 году певица София Рейес и другие известные латиноамериканские девушки стали лицом кампании #EllasMandan от T-Mobile Latino, которая была создана в честь всех влиятельных женщин, которые нарушают традиционные барьеры и строят свои собственные пути.
В мае 2016 года София совместно с Honey Bunches of Oats запустила Voces con dedicación (рус. «Голоса с посвящением») — кампанию, в ходе которой певица выбрала пять латиноамериканских подростков, которые выкладывали свои каверы в Интернет, и подарила им по $10 000 для начала музыкальной карьеры.

## Коммерция
| Бренд       | Музыкальная тема                                         | Год       |
| ----------- | -------------------------------------------------------- | --------- |
| «47 Street» | «Muévelo», «Conmigo (Rest Of Your Life)», «Llegaste Tú». | 2015-2017 |
| «Fructis»   | «Louder! (Love is Loud)», «Llegaste Tú».                 | 2016-2018 |
| «Nike»      | -                                                        | 2018      |
| «Jeep»      | «1, 2, 3»                                                | 2018      |
| «Pepsi»     |                                                          | 2019      |

## Дискография
- См. «Sofia Reyes discography» в англ. Википедии.

### Альбомы
В составе «TAO»
| Название | Дата выхода | Звукозаписывающая компания |
| -------- | ----------- | -------------------------- |
| «Toxico» | 2011        | «P-RAS Music».             |

Сольная карьера
| Название  | Дата выхода          | Звукозаписывающая компания                                    |
| --------- | -------------------- | ------------------------------------------------------------- |
| «Louder!» | 3 февраля 2017 года. | «Bakab Productions», «Warner Music Latina», «D’León Records». |

### Синглы
| Сингл                                                           | Альбом      | Год  |
| --------------------------------------------------------------- | ----------- | ---- |
| «Now Forever» (ft. Khleo Thomas)                                | Вне альбома | 2013 |
| «So Beautiful (A Place Called Home)»                            | Вне альбома | 2013 |
| «Muévelo» (ft. Wisin)                                           | «Louder!»   | 2014 |
| «Conmigo (Rest Of Your Life)»                                   | «Louder!»   | 2015 |
| «Sólo Yo» / «Nobody But Me» (ft. Prince Royce)                  | «Louder!»   | 2016 |
| «How To Love» (Cash Cash ft. Sofia Reyes)                       | «Louder!»   | 2016 |
| «Louder! (Love is Loud)» (ft. Francesco Yates & Spencer Ludwig) | «Louder!»   | 2016 |
| «Llegaste Tú» (ft. Reykon)                                      | «Louder!»   | 2016 |
| «1, 2, 3» (ft. Джейсон Деруло и De La Ghetto)                   | TBA         | 2018 |
| «R. I. P.» (ft. Рита Ора и Анитта)                              | TBA         | 2019 |
| «IDIOTA»                                                        | TBA         | 2020 |

### Саундтреки
| Сингл                 | Фильм/Сериал    | Альбом | Год  |
| --------------------- | --------------- | ------ | ---- |
| «No Te Separes De Mi» | «Sin Tu Mirada» | —      | 2017 |

### Синглы при участии Софии Рейес
| Сингл                                                                                 | Альбом      | Год  |
| ------------------------------------------------------------------------------------- | ----------- | ---- |
| «One Call Away» (Чарли Пут совместно с Бреттом Элдридж, Ty Dolla $ign и Софией Рейес) | Вне альбома | 2015 |
| «Diggy» (Spencer Ludwig совместно с Софией Рейес)                                     | Вне альбома | 2016 |
| «Tell Me» (AXSHN совместно с Софией Рейес)                                            | Вне альбома | 2017 |
| «Bittersweet» (Yellow Claw совместно с Софией Рейес)                                  | «New Blood» | 2018 |
| «Never Let You Go» (Slushii совместно с Софией Рейес)                                 | Вне альбома | 2019 |
| «Highway» (Cheat Codes, Уилли Уильям совместно с Софией Рейес)                        | Вне альбома | 2019 |
| «Treehouse» (Джеймс Артур совместно с Софией Рейес)                                   | Вне альбома | 2019 |
| «Dancing On Dangerous» (Imanbek, Шон Пол совместно с Софией Рейес)                    | Вне альбома | 2021 |

## Туры

#### Гвоздь программы
- «Louder! Tour» (2017)

#### Специальный гость
- «Heffron Drive» —"Heffron Drive" в Мехико (2015)[24]

#### Разогрев
- Принс Ройс — «Soy El Mismo Tour» (2014)[25]
- Принс Ройс & Wisin — «The Power And Love Tour» (2014)[26]

## Фильмография
| Год  |   | Русское название | Оригинальное название | Роль                         |
| ---- | - | ---------------- | --------------------- | ---------------------------- |
| 2009 | с |                  | «Mi Linda Anabella»   | Камила                       |
| 2015 | с | «Надежда моя»    | «Esperanza Mía»       | Камео, 120 серия.            |
| 2020 | с | Жирным шрифтом   | «The Bold Type»       | Белла Диас, 4 сезон 2 серия. |

## Награды и номинации

### Награды
| Год  | Премия                        | Номинация                            | Номинированная работа | Результат |
| ---- | ----------------------------- | ------------------------------------ | --------------------- | --------- |
| 2014 | MTV Millennial Awards         | Up and Coming Artist                 | София Рейес           | Номинация |
| 2015 | Premios Juventud              | Revelación Juvenil                   | София Рейес           | Номинация |
| 2015 | Premios Quiero                | Mejor Video Artista Femenina         | Muévelo               | Номинация |
| 2015 | Premios Quiero                | Mejor Coreografía                    | Muévelo               | Победа    |
| 2015 | Neox Fan Awards               | Best New Act of the Year             | София Рейес           | Номинация |
| 2015 | Neox Fan Awards               | Hit Song of the Year                 | Muévelo               | Номинация |
| 2015 | People en Español             | 50 Más Bellos                        | София Рейес           | Номинация |
| 2016 | Premios Lo Nuestro            | Artista Revelación del Año           | София Рейес           | Номинация |
| 2016 | Hollywood Beauty Awards       | Belleza Nueva                        | София Рейес           | Победа    |
| 2016 | Young Awards                  | Revelación Musical Juvenil           | София Рейес           | Номинация |
| 2016 | Young Awards                  | Guapa Preferida                      | София Рейес           | Победа    |
| 2016 | Latin American Music Awards   | Xfinity New Artist of the Year       | София Рейес           | Номинация |
| 2016 | Latin American Music Awards   | Pop/Rock New Artist                  | София Рейес           | Номинация |
| 2016 | Latin Music Italian Awards    | Best Latin Female Video of The Year  | Sólo Yo               | Номинация |
| 2016 | Latin Music Italian Awards    | Best Latin Collaboration of The Year | Sólo Yo               | Номинация |
| 2016 | Latin Music Italian Awards    | My Favorite Lyrics                   | Sólo Yo               | Номинация |
| 2016 | Premios Quiero                | Mejor Video Artista Femenina         | Sólo Yo               | Номинация |
| 2016 | Premios Quiero                | Mejor Encuentro Extraordinario       | Sólo Yo               | Номинация |
| 2016 | Tú Awards                     | #QueenofInstagram                    | София Рейес           | Победа    |
| 2017 | iHeartRadio Music Awards      | Best New Latin Artist                | София Рейес           | Номинация |
| 2017 | Premios Lo Nuestro            | General Artista Femenino del Año     | София Рейес           | Номинация |
| 2017 | Premios Lo Nuestro            | Pop/Rock Artista Femenino del Año    | София Рейес           | Номинация |
| 2017 | Premios Lo Nuestro            | Pop/Rock Canción del Año             | Sólo Yo               | Номинация |
| 2017 | Premios Juventud              | Mejor Fashionista                    | София Рейес           | Номинация |
| 2017 | MTV Millennial Awards         | Explosión Pop del Año                | София Рейес           | Победа    |
| 2017 | MTV Millennial Awards         | #InstaCrush                          | София Рейес           | Номинация |
| 2017 | Young Awards                  | Video Musical Año                    | Llegaste Tú           | Номинация |
| 2017 | Young Awards                  | Solista International Preferido      | София Рейес           | Номинация |
| 2017 | Young Awards                  | Reto TVJoven Preferido               | София Рейес           | Номинация |
| 2017 | Young Awards                  | Cantante Preferida Del Año           | София Рейес           | Номинация |
| 2017 | Young Awards                  | Disco Del Año Preferido              | Louder!               | Номинация |
| 2017 | Young Awards                  | Mejor Canción Pop                    | Llegaste Tú           | Номинация |
| 2017 | Young Awards                  | Más Guapa                            | София Рейес           | Номинация |
| 2017 | Kids' Choice Awards Mexico    | Artista o Grupo Nacional Favorito    | София Рейес           | Номинация |
| 2017 | Kids' Choice Awards Mexico    | Chica Trendy                         | София Рейес           | Номинация |
| 2017 | Kids' Choice Awards Mexico    | Colaboración Favorita                | Llegaste Tú           | Победа    |
| 2017 | Latin Grammy Awards           | Best New Artist                      | София Рейес           | Номинация |
| 2017 | MTV Europe Music Awards       | Mejor Artista MTV North America      | София Рейес           | Номинация |
| 2018 | Kids' Choice Awards           | Estrella Musical Latina Favorita     | София Рейес           | Номинация |
| 2018 | MTV Millennial Awards         | Hit Del Año                          | «1, 2, 3»             | Номинация |
| 2018 | MTV Millennial Awards         | Instagramer Nivel Dios Mexico        | София Рейес           | Номинация |
| 2018 | MTV Millennial Awards         | #InstaCrush                          | София Рейес           | Номинация |
| 2018 | MTV Millennial Awards         | Artista + Chingon Mexico             | София Рейес           | Номинация |
| 2018 | Kids' Choice Awards Mexico    | Hit Favorito                         | «1, 2, 3»             | Победа    |
| 2018 | Kids' Choice Awards Mexico    | Artista o Grupo National Favorito    | София Рейес           | Номинация |
| 2018 | Kids' Choice Awards Mexico    | Chico & Chica Trendy                 | София Рейес           | Номинация |
| 2018 | Kids' Choice Awards Argentina | Hit Favorito                         | «1, 2, 3»             | Номинация |

### Рейтинги
| Год  | Рейтинг                              | Место    |
| ---- | ------------------------------------ | -------- |
| 2015 | «MAXIM»: 100 сексуальных женщин 2015 | 93 место |